# Hänge mit Wald und Hecken im Neckartal und Mückenbachtal
Die  Hänge mit Wald und Hecken im Neckartal und Mückenbachtal ist ein vom Landratsamt Rottweil am 1. Februar 1953 durch Verordnung ausgewiesenes Landschaftsschutzgebiet auf dem Gebiet der Gemeinde Deißlingen.

## Lage
Das Landschaftsschutzgebiet Hänge mit Wald und Hecken im Neckartal und Mückenbachtal liegt im oberen Neckartal westlich von Deißlingen und östlich von Dauchingen. Es gehört zum Naturraum Obere Gäue.

## Landschaftscharakter
Der Neckar durchfließt das Gebiet von Südosten nach Nordwesten. Die Flächen links des Neckars bis zur Neckartalstraße sind offen und als Grünland genutzt. Rechts des Neckars und nördlich der Neckarstraße befinden sich die bewaldeten, steilen Talhänge. Im Westen wird das Gebiet von der Neckartalbrücke der A 81 überspannt. Das Mückenbachtal, ein rechtes Seitental des Neckars, ist tief eingeschnitten und innerhalb des Landschaftsschutzgebiets bewaldet.